# Paranomus abrotanifolius
Paranomus abrotanifolius  (лат.) — вид растений рода Paranomus семейства Протейные. Вечнозелёный густоветвящийся куст высотой около 90 см. Цветёт с мая по декабрь. Эндемик финбоша Капской области Южной Африки, встречающийся исключительно в десяти точках у южного побережья Западно-Капской провинции.

## Ареал, местообитание и экология
P. abrotanifolius встречается в Капских горах. Это редкий эндемичный вид, который известен только в десяти точках у южного побережья Западно-Капской провинции.  Растёт на выветрившемся песчанике на Потберге в заповеднике Де Хооп и на Элимских равнинах.
Цветы опыляются насекомыми. Плоды созревают через 2 месяца после цветения и падают на землю. Их собирают муравьи, которые переносят плоды в своё подземное гнездо, где поедают сочную часть семян, муравьный хлеб. В гнезде семена остаются защищены от огня, птиц и грызунов. Семена впоследствии прорастают после пожара. Само растение этого вида не выживает при пожаре.

## История изучения
Вид был впервые  описан в 1809 году английским ботаником Ричардом Солсбери в книге Джозефа Найта On the cultivation of the plants belonging to the natural order of Proteeae и названа им Mimetes argenteus. Описание было основано на образце, собранном охотником за растениями Джеймсом Найвином близ Свеллендама.